# 国際標準化機構が定める国際標準一覧 (ISO 13000 から ISO 13999 まで)
ISO 12000 から ISO 12999 まで - 国際標準化機構が定める国際標準一覧 - ISO 14000 から ISO 14999 まで
- ISO 13002 炭素繊維 - フィラメントヤーンの呼称方式
- ISO 13003 繊維強化プラスチック - 繰返し負荷条件における疲労特性の測定
- ISO 13006 セラミックタイル - 定義、分類、特性及び表示
- ISO 13007 陶磁器タイル - グラウト及び接着剤
- ISO/TR 13028 情報およびドキュメンテーション - 記録のデジタル化の実施指針
- ISO 13041 数値制御旋盤及びターニングセンターの試験条件
- ISO 13090 機械振動及び衝撃 - 人間による試験及び実験の安全面の手引
- ISO 13091 機械振動 - 神経機能障害の評価のための振動触覚しきい値
- ISO/TS 13141 自動料金収受システム - 自律システムの位置検出機能増強通信
- ISO/TR 13154 医用電気機器 - スクリーニングサーモグラフで熱のある人を識別するための配置、実施及び運用指針
- ISO/IEC 13156 情報技術 - システム間の電気通信及び情報交換 - 高率60 GHz PHY、MAC及びHDMI PAL
- ISO/IEC 13157 情報技術 - システム間の電気通信及び情報交換 - NFCセキュリティ
- ISO/IEC 13170 報技術 - デュアルレイヤ(DVD-RW-DL)用の120 mm (片面8.54 Gbytes)及び80 mm (片面2.66 Gbytes )書き換え可能DVD
- ISO 13200 クレーン - 安全及び危険標識 - 一般原則
- ISO 13202 クレーン - 速度及び時間パラメタの測定
- ISO 13203 チェーン、スプロケット及び附属品 - 同義語のリスト
- ISO/IEC 13210 情報技術 - POSIX規格への適合性を測定するための試験方法仕様及び試験方法実装の要求事項及び指針
- ISO/IEC 13211 情報技術 - プログラム言語 - Prolog
- ISO/IEC 13213 情報技術 - マイクロプロセッサシステム - マイクロコンピュータバスのための制御及び状態レジスタ(CSR)アーキテクチャ
- ISO 13216 路上走行車 - 車両内の固定具及び児童固定装置の固定具の取付物
- ISO 13218 路上走行車 - 児童固定装置 - 同乗児童の事故の報告形式
- ISO 13226 ゴム - 液体加硫ゴムの特徴と検定用標準エラストマー(SRES)
- ISO/IEC TR 13233 情報技術 - ISO/IEC手引25における認証要求事項の解釈 - ソフトウェア及びプロトコル試験サービスのための情報技術及び電気通信試験所の認証
- ISO 13235 情報技術 - 開放型分散処理 - 取引機能：仕様
- ISO 13236 情報技術 - サービスの質：フレームワーク
- ISO 13238 情報技術 - データ管理
- ISO 13239 情報技術 - システム間電気通信及び情報交換 - ハイレベルデータリンク制御(HDLC)手順
- ISO/IEC 13240 情報技術 - 文書記述及び処理言語 - マルチメディア対話式文書交換規格(ISMID)
- ISO/IEC 13241 情報技術 - システム間の電気通信及び情報交換 - 私設総合サービス網 - 相互交換信号プロトコル - 経路制限クラスの追加ネットワーク機能
- ISO/IEC 13242 情報技術 - システム間の電気通信及び情報交換 - 私設総合サービス網 - 仕様、機能モデル及び情報の流れ - 経路制限クラスの追加ネットワーク機能
- ISO/IEC 13244 情報技術 - 開放型分散管理アーキテクチャ
- ISO/IEC 13246 情報技術 - システム間の電気通信及び情報交換 - 広帯域私設総合サービス網 - 相互交換信号プロトコル - 信号ATM適応層
- ISO/IEC 13247 情報技術 - システム間の電気通信及び情報交換 - 広帯域私設総合サービス網 - 相互交換信号プロトコル - 基本呼出/接続制御
- ISO/IEC 13249 情報技術 - データベース言語 - SQLマルチメディア及び応用パッケージ
- ISO/IEC 13250 情報技術 - SGMLアプリケーション - トピックマップ
- ISO/IEC 13251 事務機器のための図記号集
- ISO/IEC 13252 情報技術 - 強化通信トランスポートサービス定義
- ISO 13253 ダクト接続形エアコンディショナ及び空気対空気ヒートポンプ - 性能の試験及び定格
- ISO 13256 水源ヒートポンプ - 性能の試験及び定格
- ISO 13261 空気調和及び空気源ヒートポンプの音響出力定格
- ISO 13263 非圧力式地下排水及び下水用の熱可塑性配管システム - 熱可塑性管継手 - 衝撃強さの試験方法
- ISO 13276 タバコ及びタバコ製品 - ニコチン純度の定量 - 珪タングステン酸を使用する重量法
- ISO 13281 産業オートメーションシステム及び統合 - 製造自動化プログラミング環境(MAPLE)
- ISO/TR 13283 産業オートメーション - タイムクリティカル通信アーキテクチャ - タイムクリティカル通信システムの利用者要求事項及びネットワーク管理
- ISO 13284 フォークリフトトラック - フォークアーム延長装置及び伸縮フォークアーム - 技術的特性及び強度要求事項
- ISO 13287 個人用保護具 - 履き物 - スリップ抵抗の試験方法
- ISO 13291 亜鉛硫化精鉱 - 亜鉛の定量方法 - 溶媒抽出分離EDTA滴定法
- ISO 13292 銅、鉛、亜鉛及びニッケル精鉱 - サンプリングのかたより検査のための実験方法
- ISO 13294 歯科用わき当て - 歯科用エアモータ
- ISO 13295 歯科 - 回転器具用マンドレル
- ISO 13296 ディーゼルエンジン - 高圧燃料噴射管アセンブリ - 一般要求事項及び寸法
- ISO 13297 小型船舶 - 電気系統 - 交流設備
- ISO/TR 13298 船舶及び海洋技術 - 一般用語集
- ISO 13299 官能試験 - 方法論 - 感応プロフィールを確立するための一般指針
- ISO 13302 官能試験 - 包装による食品の風味の変化の評価方法
- ISO/TR 13309 産業用マニピュレーションロボット - ISO 9283に準拠してロボットの運動性能を評価する測定方法と測定装置の指針
- ISO 13310 鉄鉱石 - 亜鉛の定量 - フレーム原子吸光分析法
- ISO 13311 鉄鉱石 - 鉛の定量 - フレーム原子吸光分析法
- ISO 13312 鉄鉱石 - カリウムの定量 - フレーム原子吸光分析法
- ISO 13313 鉄鉱石 - ナトリウムの定量 - フレーム原子吸光分析法
- ISO 13315 コンクリート及びコンクリート構造物のための環境マネジメント
- ISO 13317 重力液体沈降法による粒径分布の求め方
- ISO 13318 遠心力液体沈降法による粒度分布の測定方法
- ISO 13319 粒径分布の求め方 - 電気検出ゾーン法
- ISO 13320 粒径解析 - レーザ回折法
- ISO 13322 粒径分析方法 - 画像分析方法
- ISO 13326 タイヤ均一性を測定するための試験方法
- ISO 13328 モータサイクルタイヤ - タイヤ転がり円周の測定 - 負荷時の新タイヤ
- ISO 13331 路上走行車 - モータビーイクル燃料タンクの給油管及び口 - 蒸気回収装置
- ISO 13342 小型船舶 - 船外機の静的スラスト測定
- ISO 13344 燃焼溶出液の致死有毒性の求め方
- ISO 13346 情報技術 - 情報交換のために非連続記録を使用する追記及び書換形媒体のボリューム及びファイル構造
- ISO 13347 工業用ファン - 標準化された試験所条件下におけるファンの音響出力レベルの測定
- ISO 13348 工業用ファン - 公差、変換方法及び技術データの提示
- ISO 13355 包装 - 包装貨物試験方法 - 垂直不規則振動試験
- ISO 13359 暗きょにおける導電液の流れの測定 - フランジ付電磁流量計 - 全長
- ISO 13362 可とう性発泡高分子材料 - 湿潤条件下の圧縮永久ひずみの求め方
- ISO 13363 高圧ガス容器 - 高圧ガス容器へのバルブ接続用17E及び25Eテーパねじ
- ISO 13365 レザー - 化学試験 - 液体クロマトグラフィによるレザー内の防腐剤(TCMTB、PCMC、OPP、OIT)含有量の定量
- ISO 13366 牛乳 - 体細胞の計数
- ISO 13370 建築物の耐熱性能 - 大地を通した伝熱 - 計算方法
- ISO 13372 機械の状態監視及び診断 - 用語
- ISO 13381 機械の状態監視及び診断 - 前兆
- ISO/PAS 13396 路上走行車 - チャイルドシートの側面衝撃保護を評価するためのスレッド試験法 - 必須パラメータ
- ISO/TS 13399（英語版） 切削工具データの表示及び交換
- ISO 13402 外科及び歯科ハンド器具 - オートクレーブ、耐食及び耐熱性の求め方
- ISO/IEC 13403 情報技術 - CCS法を使用する追記多読取(WORM)型300 mm光ディスクカートリッジ上での情報交換
- ISO 13406 ディスプレイ人間工学必要条件[1]
- ISO 13407 インタラクティブシステムの人間中心設計プロセス[2]
- ISO 13412 宇宙航行体 - 機体針状トラック転がり、ヨーク形、単列、密封 - インチ系
- ISO 13417 宇宙航行体 - 機体針状トラック転がり、スタッド形、単列、密封 - メートル系
- ISO/IEC 13421 情報技術 - 12.7 mm、48トラック磁気テープカートリッジ上でのデータ交換 - DLT 1書式
- ISO/IEC 13422 情報技術 - セクタサーボトラッキングを使用する90 mmフレキシブルディスクカートリッジ10 Mbyte容量上でのデータ交換 - ISOタイプ304
- ISO/TR 13425 標準化における統計的方法の選択のための指針及び仕様
- ISO 13426 ジオテキスタイル及びジオテキスタイル関連製品 - 内部の構造的接合部の強度
- ISO 13427 ジオテキスタイル及びジオテキスタイル関連製品 - 摩耗シミュレーション(スライディングブロック試験)
- ISO 13428 ジオシンセティック - 衝撃損傷に対するジオシンセティックの保護効率の測定
- ISO 13431 ジオテキスタイル及びジオテキスタイル関連製品 - 引張クリープ及びクリープ破断の測定方法
- ISO 13437 ジオテキスタイル及びジオテキスタイル関連製品 - 土の中にサンプルを据え付け、抽出し、試験室で試験片を試験する方法
- ISO 13438 ジオテキスタイル及びジオテキスタイル関連製品 - 耐酸化性の測定のためのスクリーニング試験方法
- ISO 13442 建設機械のタイヤ及びリム
- ISO 13443 天然ガス - 標準条件
- ISO 13445 接着剤 - ブロックせん断法による剛性基材間の接着剤のせん断強さの測定
- ISO 13448 優先原則割当て(APP)に基づいた受入サンプリング手順
- ISO 13450 写真 - 110サイズカートリッジ、フィルム及び裏紙 - 寸法
- ISO 13460 農業灌漑機器 - ポリエチレン圧力管用プラスチックサドル
- ISO 13464 再処理施設からの溶解槽溶液中のウラン及びプルトニウム同時定量 - K吸収端と蛍光X線を組合せたスペクトロメトリ
- ISO/TS 13471 音響学 - タイヤ/道路騒音測定に対する温度影響
- ISO 13480 ポリエチレン管 - 低速き裂成長に対する抵抗性 - 円すい試験法
- ISO/IEC 13481 情報技術 - 130 mm光ディスクカートリッジ上でのデータ交換 - 容量：カートリッジ当たり1ギガバイト
- ISO 13485 医療用具 - 品質マネジメントシステム - 規制目的のための要求事項
- ISO 13486 路上走行車 - 油圧ブレーキシステム
- ISO/IEC 13487 路上走行車の制動 - 平均飽和減速度の定義に関する考察
- ISO 13490 情報技術 - 情報交換のための読取専用追記コンパクトディスク媒体のボリューム及びファイル構造
- ISO 13491 銀行業務 - 安全保護暗号装置(リテール)
- ISO 13492 金融サービス - データ要素に関連するかぎ管理 - ISO 8583データ要素53及び96の適用及び使用
- ISO 13493 肉及び肉製品 - クロラムフェニコルの定量 - 液体クロマトグラフを使用する方法
- ISO 13500 石油及び天然ガス工業 - 掘削流体材料 - 仕様及び試験
- ISO 13501 石油及び天然ガス工業 - 掘削流体 - 処理システムの評価
- ISO 13506 耐熱及び耐火保護衣服 - 完全衣服の試験方法 - 計器を装備した人体模型を使用する火傷予測
- ISO/TR 13514 医用電気機器 - スクリーニングサーモグラフで熱のある人を識別するための配置、実施及び運用指針
- ISO 13521 マンガン鋳鋼
- ISO/IEC 13522 情報技術 - マルチメディア及びハイパメディア情報の符号化
- ISO/TS 13530 水質 - 化学的及び物理化学的水分析のための分析的品質管理の手引
- ISO/IEC TR 13532 情報技術 - システム間の電気通信及び情報交換 - OSIネットワークサービスを提供し、支援するためのプロトコルコンビネーション
- ISO 13533 石油及び天然ガス工業 - 掘削及び生産機器 - 貫通機器
- ISO 13534 石油及び天然ガス工業 - 掘削及び生産機器 - 巻上げ装置の検査、保守、修理及び再製造
- ISO 13535 石油及び天然ガス工業 - 掘削及び生産機器 - 巻上げ装置
- ISO 13536 地盤環境 - pH＝8.1で緩衝した塩化バリウム溶液を用いた陽イオン交換量と交換性陽イオンの定量
- ISO 13537 宇宙データ及び情報転送システム - 宇宙データシステムのための参照アーキテクチャ
- ISO 13539 土工機械 - トレンチャ - 用語及び仕様項目
- ISO 13545 鉛硫化精鉱 - 鉛の定量方法 - 酸分解
- ISO/IEC 13549 情報技術 - 130 mm光ディスクカートリッジ上でのデータ交換 - 容量：カートリッジ当たり1.3ギガバイト
- ISO 13550 液体比重測定法 - 構造体を用いる開水路での流量測定 - 垂直アンダーフローゲート及びテンターゲートの使用
- ISO 13552 紡織機械及び附属品 - クロスローラ - ローラ交換の自動化のための接続仕様
- ISO 13555 ディーゼルエンジン - ディーゼル燃料噴射装置の動的タイミングの点検手順
- ISO 13556 路上走行車 - 排気系統の漏れの位置決定及び機器の仕様
- ISO 13559 バター、発酵乳及び生チーズ - 汚染微生物の一覧 - 30℃でのコロニー数技法
- ISO/IEC 13560 情報技術 - システム間の電気通信及び情報交換 -  ISO/IEC 26907及びISO/IEC 26908のための割り当て番号の登録手順
- ISO 13565 製品の幾何特性仕様(GPS) - 表面性状：輪郭曲線方式 - 層状機能特性を持つ表面
- ISO 13567 製図 - CAD構成
- ISO/IEC 13568 情報技術 - Z公式仕様表記法 - 構文、タイプシステム及び意味論
- ISO/IEC 13575 情報技術 - システム間の電気通信及び情報交換 - 50極インタフェースコネクタ結合性寸法及び端子番号の割当
- ISO 13583 遠心鋳鋼及び合金製品
- ISO 13584 産業オートメーションシステム及び統合 - 部品ライブラリ
- ISO 13589 宇宙航行体 - フランジ付12ポイント、戻り止め、座ぐりフライス及びMJねじ付ナット。分類：1,100 MPa (周囲温度時)/425℃、1,100 MPa (周囲温度時)/650℃、1,210 MPa (周囲温度時)/425℃、1,210 MPa (周囲温度時)/730℃、1,550 MPa (周囲温度時)/235℃、1,550 MPa (周囲温度時)425℃及び1,550 MPa (周囲温度時)/600℃ - 寸法
- ISO 13592 小型船舶 - ガソリン機関用さか火防止
- ISO 13600 技術エネルギーシステム - 基本概念
- ISO 13601 技術エネルギーシステム - 分析の構造 - エネルギーウェア需給部門
- ISO 13602 技術エネルギーシステム - 分析方法
- ISO/PAS 13613 船舶及び海洋技術 - 推進のための重要システムにおけるロスを低減するための保守及び試験
- ISO/IEC 13614 情報技術 - SSF法を使用する追記多読取(WORM)型300 mm光ディスクカートリッジ上での交換
- ISO 13616 金融サービス - 国際銀行口座番号(IBAN)
- ISO/TR 13624 石油及び天然ガス工業 - 掘削及び生産機器[3]
- ISO 13628 石油及び天然ガス工業 - 海中生産方式の設計及び運転
- ISO 13631 石油及び天然ガス産業 - パッケージ形往復動圧縮機
- ISO 13638 建築構造 - シーリング材 - 長期水暴露の抵抗性の測定方法
- ISO 13640 建築構造 - 接合製品 - 試験片基板の仕様
- ISO 13641 水質 - 嫌気性細菌のガス生成の抑制の測定
- ISO 13642 情報技術 - OSI物理層と関連する管理情報の要素
- ISO 13643 船舶及び海洋技術 - 操縦性能
- ISO 13655 グラフィック技術 - グラフィックアート画像の分光測定及び比色計算[3]
- ISO/IEC 13660 情報技術 - 事務機器 - ハードコピー出力の画質属性測定 - 2値単色テキスト及びグラフィック画像
- ISO 13666 眼光学 - 眼鏡レンズ - 用語集
- ISO/IEC 13673 情報技術 - 文書処理及び関連通信 - 標準一般化マークアップ言語(SGML)システムの適合試験
- ISO 13686 天然ガス - 品質の呼称
- ISO 13688 防護衣 - 一般要求事項
- ISO 13695 光学及びフォトニクス - レーザ及びレーザ関連機器 - レーザのスペクトル特性の試験方法
- ISO 13702 石油及び天然ガス工業 - オフショア生産設備上の火災及び爆発の防止及び抑制 - 要求事項及び指針
- ISO 13703 石油及び天然ガス工業 - オフショア生産設備上の配管系統の設計及び設置
- ISO 13704 石油、石油化学及び天然ガス工業 - 精油所のヒータ管の肉厚計算
- ISO 13705 石油、石油化学及び天然ガス工業 - 一般精油所操業用火力ヒータ
- ISO 13709 石油、石油化学及び天然ガス工業用の遠心ポンプ
- ISO 13710 石油、石油化学及び天然ガス産業 - 容積移送式往復ポンプ
- ISO/IEC 13712 情報技術 - 遠隔操作
- ISO/IEC 13714 情報技術 - 文書処理及び関連通信 - 電話利用サービスへのユーザインタフェース - 音声メッセージ通信アプリケーション
- ISO 13715 製図－不明形状の端部－表示及び寸法記入
- ISO/IEC 13719 情報技術 - 可搬式共通ツール環境(PCTE)
- ISO 13732 温熱環境の人間工学 - 表面接触時の人体反応の評価法
- ISO 13734 天然ガス - 付臭剤として使用される有機硫黄化合物 - 要求事項及び試験方法
- ISO 13737 石油製品及び潤滑剤 - 潤滑グリースの低温ちょう度の測定
- ISO 13740 原油及び石油製品 - 輸送計量管理 - 航洋タンカーの船舶積込み経験率(VEFL)及び船舶荷下ろし経験率(VEFD)の評価
- ISO 13741 プラスチック/ラバー - ポリマー水性分散液 - キャピタル・カラム・ガスクロマトグラフィによる残存モノマー及びその他の有機化合物の測定
- ISO 13747 繊維製床敷物 - タイル端部のサイズ、直角度及び直線性の求め方
- ISO/IEC 13751 情報技術 - プログラム言語、環境及びシステムソフトウェアインタフェース - プログラム言語拡張APL
- ISO 13752 大気の質 - 参照法を用いた、野外測定における測定方法の不確かさの評価方法
- ISO 13753 機械振動及び衝撃 - ハンドアーム振動 - ハンドアーム装置によって負荷したときの弾性材料の振動透過率を測定する方法
- ISO 13760 圧力下の液体の移送のためのプラスチック管 - 鉱員用規則 - 累積損傷の計算方法
- ISO 13764 宇宙データ及び情報転送システム - 標準書式データ単位 - 制御権限手順
- ISO 13765 耐火モルタル
- ISO 13772 林業機械 - 可搬形チェーンソー - 非手動チェーンブレーキ性能
- ISO 13773 ゴム - ポリクロライドラテックス - アルカリ度の求め方
- ISO 13774 ゴム、びプラスチックの燃料ホース - 難燃性試験方法
- ISO 13775 自動車用途の熱可塑性チュービング及びホース
- ISO 13778 滑り軸受 - 薄肉半軸受の品質保証 - 狭空間距離範囲を達成するための選定軸受アセンブリ
- ISO 13781 外科用インプラントのポリ(Lラクチド)樹脂及び或形品 - インビトロ劣化試験
- ISO 13784 サンドイッチパネル建築システムの火に対する反応試験
- ISO 13789 建築物の耐熱性能 - 放熱及び熱伝導係数 - 計算方法
- ISO 13791 建築物の耐熱性能 - 機械的冷却のない部屋の夏期の室内温度の計算 - 一般基準及び妥当性確認手順
- ISO/IEC 13800 情報技術 - ボリューム及びファイル構造のための識別子及び属性の登録手順
- ISO/IEC 13816 情報技術 - プログラム言語、環境及びシステムソフトウェアインタフェース - プログラム言語ISLISP
- ISO/IEC 13817 情報技術 - プログラム言語、環境及びシステムソフトウェアインタフェース - ウィーン式作成方法 - 仕様言語
- ISO/IEC 13818 情報技術 - 動画信号及び付随する音響信号のはん用符号化
- ISO 13837 路上走行車 - 安全グレージング材料 - 太陽光透過率の測定方法
- ISO/IEC 13842 情報技術 - 情報交換のための130 mm光ディスクカートリッジ - 容量 - カートリッジ当たり2ギガバイト
- ISO 13844 プラスチック管系統 - ポリ塩化ビニル管と併用するための非可塑性ポリ(塩化ビニル)のエラストマー - シーリング - リング形ソケット管継手 - 負圧下の気密性の試験方法
- ISO 13847 石油及び天然ガス工業－パイプライン輸送方式－パイプラインの溶接
- ISO 13849 機械類の安全性 - 制御システムの安全関連部
- ISO 13855 機械の安全性 - 人体各部の接近速度に対応した保護装置の位置決め
- ISO 13860 林業機械 - フォワーダ - 用語、定義及び商業仕様
- ISO/IEC 13863 情報技術 - システム間の電気通信及び情報交換 - 私設総合サービス網 - 仕様、機能モデル及び情報の流れ - 経路交代の追加ネットワーク機能
- ISO/IEC 13864 情報技術 - システム間の電気通信及び情報交換 - 私設総合サービス網 - 仕様、機能モデル及び情報の流れ - 名前識別の補足的サービス
- ISO/IEC 13865 情報技術 - システム間の電気通信及び情報交換 - 私設総合サービス網 - 仕様、機能モデル及び情報の流れ - 呼出転送の補足的サービス
- ISO/IEC 13866 情報技術 - システム間の電気通信及び情報交換 - 私設総合サービス網 - 仕様、機能モデル及び情報の流れ - 呼出完了の補足的サービス
- ISO 13877 地盤環境 - 多環芳香族炭化水素の定量 - 液体クロマトグラフィを用いた方法
- ISO 13878 地盤環境 - 乾燥燃焼後の窒素の定量(元素分析)
- ISO 13880 石油及び天然ガス工業 - 技術仕様の内容及び原案作成
- ISO 13887 改良形成性を持つ高降伏強度の低温還元鋼板
- ISO/IEC 13888 情報技術 - セキュリティ技術 - 非否認[3]
- ISO 13894 高圧装飾積層板 - 合成成分
- ISO 13900 鋼 - ボロンの定量 - 蒸留後のクルクミン分光測光法
- ISO 13904 飼料 - トリプトファン含有量の測定
- ISO 13910 構造用木材 - 強さ等級付けされた木材の特性値 - サンプリング、実物大試験及び評価
- ISO 13912 構造用木材 - 機械強度格付け - 基本原則
- ISO 13916 溶接－溶接時の予熱温度，パス間温度及び予熱保持温度の測定
- ISO 13918 溶接－スタッド溶接用スタッド及びセラミックスフェルール
- ISO 13919-1 溶接－電子ビーム及びレーザビーム溶接継手－不完全部の品質水準に関する指針－第1部：鋼, ニッケル, チタンおよびそれらの合金
- ISO 13919-2 電子ビーム及びレーザビーム溶接継手－欠陥の品質レベルに関する要求事項と推奨事項－第2部：アルミニウム、マグネシウムとその合金及び純銅
- ISO 13920 溶接－溶接構造物の一般的許容差－寸法及び角度－形状及び姿勢
- ISO 13926 ペン装置
- ISO 13936 繊維製品 - 織物のシームにおけるヤーンの滑脱抵抗の求め方
- ISO 13950 プラスチック管及び管継手 - 電解継手の自動認識装置
- ISO 13954 プラスチック管及び管継手 - 90 mm以上の呼び外径のポリエチレン(PE)電気溶解アセンブリの引き剥がし試験
- ISO 13958 血液透析及び関連療法のための濃縮水
- ISO 13959 血液透析及び関連療法のための水
- ISO 13964 大気の質 - 環境大気中のオゾンの定量方法 - 紫外吸光法
- ISO 13965 肉及び肉製品 - でんぷん及びグルコースの定量 - 酵素法
- ISO 13966 熱可塑性プラスチック管及び管継手 - 呼びリング剛性
- ISO 13967 熱可塑性プラスチック管継手 - リング剛性の求め方[3]
- ISO 13968 プラスチック配管及びダクトシステム - 熱可塑性プラスチック管 - リング可とう性の求め方
- ISO 13982 固体粒子に対して使用する防護衣
- ISO/TR 13989 円筒歯車、かさ歯車及びハイポイドギヤのスカッフィング負荷容量の計算方法
- ISO 13990 紡織機械及び附属品 - 編み機用糸口及び糸制御
- ISO 13992 クロスカントリースキービンディング - 要求事項及び試験方法
- ISO 13993 レンタルスキー店の実施規則 - レンタル用不完全及び完全アルペンスキービンディングブーツ装具のサンプリング及び検査
- ISO 13994 薬品液の防護のための衣料 - 圧力下の液体の浸透に対する衣料材料の抵抗性の求め方
- ISO 13995 防護衣 - 機械特性 - 材料の貫通及び動的破裂に対する抵抗性の求め方
- ISO 13996 防護衣 - 機械特性 - 貫通に対する抵抗性の求め方
- ISO 13997 防護衣 - 機械特性 - 鋭利な物体による切断に対する抵抗性の求め方
- ISO 13998 防護衣 - ハンドナイフによる切り傷及び刺し傷を防護するためのエプロン、ズボン及びベスト
- ISO 13999 防護衣 - ナイフによる切傷及び突傷を防御するための手袋及びアームガード